# Redjeve
Redjeve (lat.: Consul oder Coniurati oder zu deutsch: Ratgeber) ist die altfriesische Bezeichnung für einen Rechtsprecher oder Richter im Mittelalter. Die Redjeven bilden die Spitze der autonomen Landesgemeinden im mittelalterlichen Friesland. Zu ihren Aufgaben gehörten die Vertretung der Landesgemeinde bei Handelsverträgen, die Führung des Aufgebots einer Gemeinde bei der Landesverteidigung sowie die Landfriedenswahrung und die Rechtsprechung.

## Geschichte
Bereits im 12. und 13. Jahrhundert hatten sich die "Freien Friesen", so die Selbstbezeichnung, in autonomen genossenschaftsähnlichen Landesgemeinden organisiert, in denen prinzipiell jedes Mitglied gleichberechtigt war. Die öffentlichen Ämter der Richter wurden durch jährliche Wahlen bestimmt. Das Wahlrecht war aber vom Grundbesitz abhängig. In den meisten Fällen rekrutierten sich daher die Redjeven aus der großbäuerlichen Schicht.
Ursprünglich gab es in den Landesgemeinden Frieslands sog. Asega, die die Funktion des Richters wahrnahmen und vom jeweiligen Grundherren eines Gebiets, vermutlich nach einer Vorauswahl durch die Landesgemeinde, bestimmt wurden. Ein Asega musste sich bei Amtsantritt auf die Einhaltung des Gesetzes verpflichten, welches in Form von Küren festgehalten wurde. Ein Beispiel einer friesischen Gesetzessammlung stellt das Asegabuch dar.
Aus den Erfordernissen des Deichbaus und der Verteidigung gegen die Wikinger entstand eine genossenschaftliche Organisationsstruktur der Landesgemeinden. Die Redjeven besaßen zwar die Macht in den Gemeinden, wurden aber nur auf ein Jahr gewählt, um zu verhindern, dass eine großbäuerliche Sippe zu mächtig wurde. Außerdem gab es verschiedene Gesetze, die verhindern sollten, dass ein Redjeve seine Macht als Richter missbraucht. Die Strafen reichten bis hin zu einer Zerstörung des Privathauses eines Redjeven.
Die  Redjeven gelten als Vorläufer der späteren ostfriesischen hovetlinge, also der Häuptlinge: Im späten 13. Jahrhundert und bis zur Mitte des 14. Jahrhunderts führte eine Vielzahl von Krisen (Hungersnöte, Sturmfluten, mangelnder Absatzmarkt für Waren, Seuchen) zu einem Verlust der öffentlichen Ordnung, die Macht der Richter verfestigte sich und das ostfriesische Häuptlingswesen begann Gestalt anzunehmen: Die Häuptlinge begannen ihre Autorität nicht mehr vom Willen ihrer Untergebenen abzuleiten, sondern als Besitz ihrer jeweiligen Dynastie zu verstehen. Die genossenschaftliche Idee ging dabei verloren.